# Turun Palloseura
Turun Palloseura sau TPS este un club de fotbal din Turku, Finlanda. Echipa susține meciurile de acasă pe Veritas Stadion cu o capacitate de 9.000 de locuri.

## Premii
- Campionate ale Finlandei
  - În format cupă: 1 (1928), în campionat: 7 (1939, 1941, 1949, 1968, 1971, 1972, 1975)
- Cupa Finlandei (2)
  - 1991, 1994

## Jucători notabili
- Mika Aaltonen
- Mika Ääritalo
- Marco Casagrande
- Dan-Ola Eckerman
- Peter Enckelman
- Markus Heikkinen
- Jonatan Johansson
- Mika Nurmela
- Jussi Nuorela
- Urmas Rooba
- Louie Donowa